# VV Oldenzaal in het seizoen 1955/56
Het seizoen 1955/1956 was het eerste jaar in het bestaan van de Oldenzaalse betaaldvoetbalclub Oldenzaal. De club kwam uit in de Eerste klasse C en eindigde daarin op de 12e plaats, dit betekende dat de club in het nieuwe seizoen uitkwam in de Tweede divisie.

## Wedstrijdstatistieken

### Eerste klasse C
|       | DHC   | DOSKO | Fortuna | Helmondia '55 | Hilversum | KFC   | Oosterparkers | TOP   | Tubantia | UVS   | Volendam | Wilhelmina | Zeist | ZFC   | Zwartemeer |
| ----- | ----- | ----- | ------- | ------------- | --------- | ----- | ------------- | ----- | -------- | ----- | -------- | ---------- | ----- | ----- | ---------- |
| Thuis | 1 – 3 | 4 – 2 | 3 – 2   | 2 – 3         | 6 – 0     | 1 – 2 | 3 – 1         | 3 – 1 | 0 – 2    | 1 – 1 | 2 – 5    | 1 – 1      | 2 – 2 | 3 – 0 | 3 – 0      |
| Uit   | 2 – 0 | 2 – 1 | 4 – 0   | 6 – 1         | 3 – 0     | 3 – 1 | 0 – 2         | 2 – 3 | 0 – 0    | 1 – 2 | 6 – 0    | 5 – 2      | 3 – 2 | 4 – 1 | 3 – 1      |

## Statistieken Oldenzaal 1955/1956

### Eindstand Oldenzaal in de Nederlandse Eerste klasse C 1955 / 1956
| Stand | Gespeeld | Gewonnen | Gelijk | Verloren | Punten | Doelpunten voor | Doelpunten tegen |
| ----- | -------- | -------- | ------ | -------- | ------ | --------------- | ---------------- |
| 12e   | 30       | 10       | 4      | 16       | 24     | 51              | 69               |

### Topscorers
| Competitie \| # \| Naam \| \| \| ------ \| ------------------- \| -- \| \| 1. \| Gerrit Kuiper \| 17 \| \| 2. \| Gerrit de Leeuw \| 11 \| \| 3. \| Henk van Amelsvoort \| 10 \| \| 4. \| Hennie Koopman \| 6 \| \| 5. \| Toon Valks \| 3 \| \| 5. \| Gerard Veldhuis \| 3 \| \| 7. \| Chris Wonink \| 1 \| \| Totaal \| Totaal \| 51 \| |                     |      |
| # | Naam                | Goal |
| 1. | Gerrit Kuiper       | 17   |
| 2. | Gerrit de Leeuw     | 11   |
| 3. | Henk van Amelsvoort | 10   |
| 4. | Hennie Koopman      | 6    |
| 5. | Toon Valks          | 3    |
| 5. | Gerard Veldhuis     | 3    |
| 7. | Chris Wonink        | 1    |
| Totaal | Totaal              | 51   |